# Afrânio da Costa
Afrânio Antônio da Costa (Rio de Janeiro, 14 marzo 1892 – Rio de Janeiro, 26 giugno 1979) è stato un tiratore a segno brasiliano.

## Palmarès

### Olimpiadi
- 2 medaglie:
  - 1 argento (Anversa 1920 nella pistola libera individuale)
  - 1 bronzo (Anversa 1920 nella pistola libera a squadre)